# Douce nuit, sanglante nuit 5 : Les Jouets de la mort
Série
Douce nuit, sanglante nuit 4 : L'Initiation
(1990)
Pour plus de détails, voir Fiche technique et Distribution.
Douce nuit, sanglante nuit 5 : Les Jouets de la mort (Silent Night, Deadly Night 5: The Toy Maker) est un film de Noël horrifique américain, sorti en 1991.
- Interdit aux moins de 12 ans.

## Synopsis
Un enfant dans son lit entend sonner à la porte la veille de Noël. Les parents sont trop occupés pour répondre et l'enfant trouve un cadeau à son nom. Il ouvre ce dernier au 3 quart mais son père l'arrête et une fois le petit dans les marches le père ouvre le cadeau et le jouet l'étrangle et titube jusqu'à un tisonnier et meurt avant que sa femme arrive. 2 semaines après, le garçon voit une annonce du jouet qui a tué son père ça le bouleverse. Le père qui tient la boutique essaie de divertir les jeunes avec ses jouets, mais le fils du propriétaire transforme tous cadeau normaux en cadeau électronique maléfique. Un homme se fait tuer par un insectes en plastique, Un gamin reçoit des patins à roues aligné relier à une fusée, le fils est un robot qui peut changer sa tête.

## Fiche technique
- Titre original : Silent Night, Deadly Night 5: The Toy Maker
- Titre français : Douce nuit, sanglante nuit 5 : Les Jouets de la mort
- Réalisation : Martin Kitrosser
- Scénario : Martin Kitrosser et Brian Yuzna
- Photographie : James Mathers
- Montage : Norman Buckley
- Musique : Matthew Morse
- Pays d'origine :  États-Unis
- Format : Couleurs - 1,33:1 - Stéréo
- Genre : Film de science-fiction, Film d'horreur
- Durée : 90 minutes
- Date de sortie : 1991

- Interdit aux moins de 12 ans.

## Distribution
- William Thorne : Derek
- Jane Higginson : Sarah Quinn
- Van Quattro : Tom Quinn
- Tracy Fraim : Noah Adams
- Neith Hunter : Kim
- Conan Yuzna : Lonnie
- Mickey Rooney : Joe Petto
- Clint Howard : Ricky
- Richard N. Gladstein : Conducteur